# Почтовая программа
Почто́вая програ́мма (клиент электронной почты, почтовый клиент, мейл-клиент, мейлер) — программное обеспечение, устанавливаемое на компьютере пользователя и предназначенное для получения, написания, отправки и хранения сообщений электронной почты одного или нескольких пользователей (в случае, например, нескольких учётных записей на одном компьютере) или нескольких учётных записей одного пользователя.

## Функции
Основные функции почтовых клиентов — это прием сообщений, обеспечение их просмотра, сортировка сообщений, автоматизация создания ответных сообщений и поддержка адресной книги.
Большие почтовые программы, т. н. «всё в одной», такие как Mozilla Thunderbird, The Bat! и Microsoft Outlook, сегодня комбинируют работу MSA, MDA и MRA в одном приложении. Более простые почтовые агенты (англ. mail user agent, MUA), например, Mutt, также являются почтовыми программами.
В отличие от почтового сервера, клиент электронной почты обычно отправляет сообщение не прямо на соответствующий сервер получателя, а на один и тот же почтовый сервер, который выступает как релей. Обычно это почтовый сервер провайдера или компании. Отправка почты чаще всего осуществляется по протоколу SMTP.
Клиент электронной почты принимает почту с одного или нескольких почтовых серверов, часто это тот же самый сервер, который служит для отправки. Приём почты обычно осуществляется по протоколам POP3 или IMAP.
Также в функции клиента электронной почты может входить: сортировка, хранение сообщений, поиск по архиву сообщений, ведение адресной книги, фильтрация принимаемых сообщений по разным критериям, конвертация форматов, шифрование, организация интерфейсов с офисными программами и другие функции.
Почтовые программы позволяли общаться в группах новостей (Usenet), основанных на технологии NNTP. Существовали NNTP-шлюзы в сеть Фидонет.
Некоторые почтовые программы, например, Mozilla Thunderbird, имеют также интегрированный RSS-агрегатор.